# 中村純子
中村 純子（なかむら じゅんこ、1975年9月2日 - ）は、日本の女優。東京都出身。身長168cm。血液型はO型。オフィス北野に所属していたが2012年に退社。現在はイベントプロデューサーやモデルの活動をしている。
趣味：歌，ダーツ，スキー、特技：ピアノ

## 出演作品

### テレビドラマ
- 越境捜査
- スカイハイ2

### テレビ番組
- マネーの虎
- 朝までたけし軍団
- 志村・所の戦うお正月
- 商品魂
- プロ野球12球団対抗ボウリング大会
- 文學道中 〜旅ノススメ〜
- チャンネル北野“浅草出版”
- 明日のレース分析
- アイ・コレ・アイ
- たけしのニッポンのミカタ!

### ラジオ
- 滝本猛夫の楽ちん大革命

### 映画
- タナカヒロシのすべて
- 鳶がクルリと
- 雨の町
- いつかあの日となる今日
- アウトレイジ

### テレビCM
- (株)角藤
- P&G“ファブリーズ”

### VP
- NTTデータ（社内用）

### その他
- '01 第35回東京モーターショー・アルファロメオブースイベントコンパニオン
- '02 ミス・ユニバース・ジャパン（セミファイナリスト）
- '02 キリン・淡麗ガール
- '02 J-PHONE・ベッカムキャンペーンガール
- '13　雑誌美ST6月号グラビア